# Mr Pearl
Mister Pearl est le pseudonyme porté par Mark Pullin, un corsetier contemporain, né en 1962 en Afrique du Sud dans une famille modeste, avec un père ouvrier, une mère secrétaire et un frère mécanicien. Intéressé par les corsets et les arts dès son plus jeune âge, mais en butte à l'incompréhension de sa famille, il a dû se conformer à la pression sociale et a été marié pendant deux ans à l'actrice sud-africaine Terry Norton, avant de créer son alter-ego Mr Pearl et de s'installer à Londres comme corsetier en 1994, puis à Paris en 2004

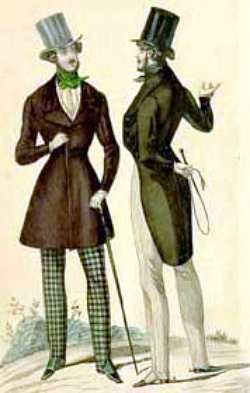
Dandies en 1830 : un corset leur était nécessaire pour obtenir cette silhouette.

Il ne travaille pas en indépendant (pas de boutique ni de site internet, pas de vente aux particuliers), exclusivement sur demande avec les créateurs de mode ; il a déjà réalisé des corsets pour Christian Lacroix, John Galliano, Vivienne Westwood, Thierry Mugler,.
Il a également fait le corset de mariage de Victoria Beckham en 1999, et le corset bleu porté par Kylie Minogue dans sa tournée Showgirl 2005, qui avait provoqué un scandale car l'agent de la chanteuse avait prétendu que ce corset réduisait sa taille à 16" (41 cm), ce qui était faux : les connaisseurs de corsets savent très bien à quel point une taille de cet incroyable diamètre donne une silhouette surréaliste, extrême, alors que Kylie Minoque gardait un aspect naturel ; on estime que son corset devait réduire à un peu plus de 20", soit 51-52 cm, sa taille naturelle déjà très fine de 24" (60 cm). Mr Pearl lui-même a démenti ces affabulations au sujet de la taille de Kylie Minogue.
Mais sa plus grande singularité est certainement qu'il pratique lui-même le tightlacing, ou fait de réduire volontairement sa taille par le port constant d'un corset (23h/24, 7 jours/7), de plus en plus serré au fil des mois et années. Après plus d'une dizaine d'années de ce long et patient travail sur lui-même, il possède actuellement la taille la plus fine connue au monde pour un homme : 46 cm (pour un départ naturel de 78 cm). En cela, l'excentrique homme ne fait que poursuivre une mode instaurée par les dandys et les militaires au début du XIXe siècle, où le corset n'était pas réservé aux seules femmes : les uns comme les autres recherchaient un maintien droit et altier allié à la minceur d'un taille bien prise.